# Аполло Коженьовський
Апо́лло Коженьо́вський або Аполлон Корженевський (Apollo Korzeniowski; 21 лютого 1820, село Гоноратка, тепер Оратівського району Вінницької області — 23 травня 1869, Краків) — польський письменник і революційний діяч. Батько англійського письменника Джозефа Конрада.

## Біографічні відомості
Навчався в гімназіях у Кам'янці-Подільському, Немирові, Вінниці, Житомирі (Волинська чоловіча гімназія), у 1840—1846 роках в Петербурзькому університеті. У 1859—1861 роках жив у Житомирі.
За участь у революційному русі 1861—1862 років у Варшаві відбував заслання (1862—1868) у Вологді й Чернігові.
Автор сатиричних комедій з життя провінційної шляхти — «Комедія» (1856), «Батіжок» (1861), «Перший акт» (1868). У віршах «Так є», «Реквієм», «Сьогоднішнім», «Сільським дзвонам» та інших з демократичних позицій відтворив події жорстоко придушеної царським урядом Київської козаччини 1855.

## Виноски
1. 1 2 3  Чеська національна авторитетна база даних
2. ↑  Костриця, М. Ю. (2005). Постаті землі Бердичівської : Історико-краєзнавчі нариси. Т.1 (українською) . Житомир: Косенко. с. 236—239. ISBN 966-8123-36-0.
3. ↑  Костриця, М. Ю (2009). Співець морської романтики. Джозеф Конрад (українською) . Житомир: Косенко М. с. 60 с. ISBN 978-966-8123-73-3.
4. ↑  Скавронський, П. С. (2014). Мила моя сторона : Краєзнавчі нариси з історії, економіки та культури рідного краю (1999-2014 рр.) (українською) . Бердичів: ФОП Мельник М.В. с. 504 с. ISBN 978-966-97376-0-1.
5. ↑   Р. Я. Пилипчук. Коженьовський Аполло. // Українська радянська енциклопедія : у 12 т. / гол. ред. М. П. Бажан ; редкол.: О. К. Антонов та ін. — 2-ге вид. — К. : Головна редакція УРЕ, 1974–1985.